# Ivanhoe (Sullivan)
Ivanhoe ist eine Oper (Originalbezeichnung: „A Romantic Opera“) in drei Akten und neun Bildern von Arthur Sullivan. Das Libretto von Julian Sturgis verarbeitet Walter Scotts Roman Ivanhoe. Die Uraufführung fand am 31. Januar 1891 in der Royal English Opera in London statt.

## Handlung
Die folgende Inhaltsangabe stammt aus Johannes Scholtzes Vollständigem Opernführer durch die Repertoireopern (2. Auflage, Berlin 1910).

### Erster Akt
Halle in Cedrics Schloss.
Cedric, der seinen Sohn verstoßen hat, weil sich letzterer in Rowena, die aus der königlichen Familie stammt, verliebt hat, beherbergt heute Gäste, nämlich die Kreuzritter Bois Gilbert und de Bracy. Auch der als Pilger verkleidete Ivanhoe kommt hinzu, und alle erzählen vom Kreuzzug. Einer aber hat allen an Tapferkeit vorangeleuchtet: dies sei Ivanhoe gewesen. Bois Gilbert bedauert nur, dass er nicht seine Kräfte mit dem berühmten Ivanhoe messen kann, doch der Pilger stellt ihm eine Begegnung mit jenem in Aussicht.
Rowenas Gemach
Rowena liebt Ivanhoe innig. All ihr Denken gilt dem tapferen Jüngling. Da bringt man einen Pilger, der von Ivanhoe berichten soll. Ivanhoe, der abermals als Pilger verkleidet ist, erfährt hierdurch, dass Rowena ihn noch immer innig liebt.
Vor den Turnierschranken in Ashby

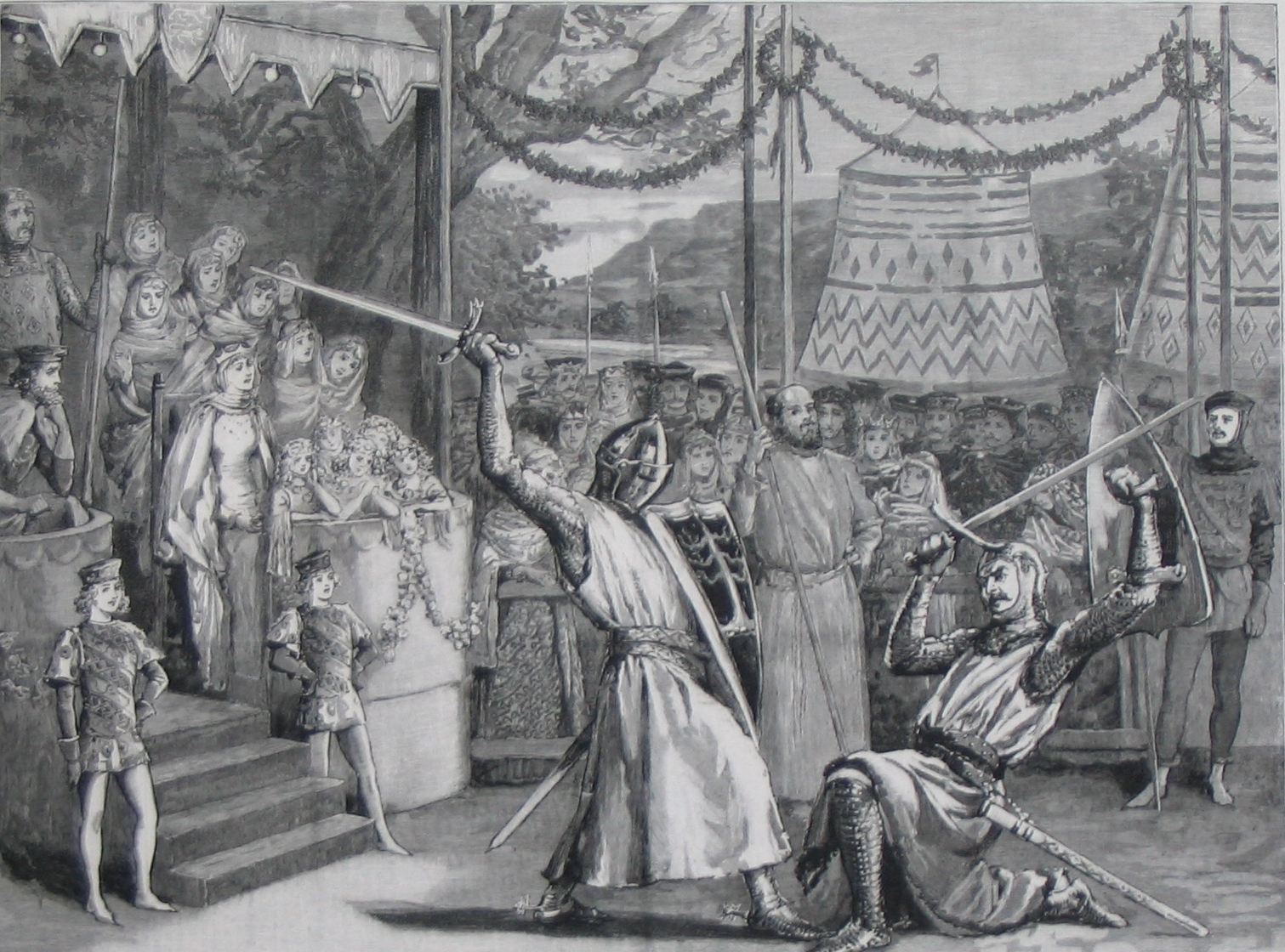
Szenenbild von 1891: Das Turnier

König Richard hat am vergangenen Tag „als schwarzer Ritter“ alle Gegner besiegt. Heute erntet Ivanhoe den Siegespreis, denn er hat soeben Bois Gilbert in den Sand gestreckt. Als er vor Rowena sein Haupt entblößt, wird er als Ivanhoe erkannt. Großer Jubel.

### Zweiter Akt
Einsiedelei im Wald
König Richard zecht mit Bruder Tuck, einem Einsiedler, wacker. Da bringen geächtete Sachsen die Nachricht, dass Cedrics Burg vom Templer überfallen worden und Rowena gefangen fortgeschleppt sei. Ivanhoe sei tödlich verwundet ebenfalls in Gefangenschaft geraten. König Richard bricht sofort zur Rettung auf.
Vor der Burg
De Bracy wirbt bei Cedric um Rowenas Hand, er will dafür dessen Sohn Ivanhoe retten. Cedric weist de Bracy ab. Sein Sohn ist für ihn tot. Der Templer hat sich inzwischen in die Jüdin Rebecca verliebt.
Turmzimmer
Der Templer will Rebecca sein eigen machen und seinen Begierden erzwingen. Als aber das Mädchen im Begriff ist, zum Fenster hinauszuspringen, da ertönt das Alarmsignal, denn Feinde ziehen gegen die Burg heran, und der Templer muss den Anstürmenden entgegeneilen.

### Dritter Akt
Kammer auf der Burg
Der Kampflärm erweckt den verwundeten Ivanhoe aus dem Schlaf. Rebecca pflegt den Kranken und muss ihm vom Fortgang des Kampfes berichten. Die Angreifer siegen, der Templer stürzt ins Gemach und schleppt Rebecca mit sich fort, während Ivanhoe vom König Richard aus dem brennenden Turmzimmer gerettet wird.
Im Wald vor der Burg
König Richard versöhnt Vater und Sohn, und Rowena darf Ivanhoe die Hand zum Ehebund reichen. Da berichtet der Jude Isaac, dass seine Tochter Rebecca von den Templern als Zauberin verbrannt werden soll. Sofort beschließt der noch immer nicht geheilte Ivanhoe, seiner Pflegerin zu Hilfe zu eilen.
Im Tempelstowe
Ivanhoe erschlägt im Zweikampf Bois Gilbert und rettet Rebecca. Großer Schlusschor.

## Orchester
Die Orchesterbesetzung der Oper enthält die folgenden Instrumente:
- Holzbläser: Piccoloflöte, zwei Flöten, zwei Oboen, Englischhorn, zwei Klarinetten, Bassklarinette, zwei Fagotte, Kontrafagott
- Blechbläser: vier Hörner, zwei Trompeten, drei Posaunen, Tuba
- Pauken, Schlagzeug: Becken, Triangel
- Harfe
- Streicher
- Bühnenmusik: vier Basstrompeten

## Werkgeschichte

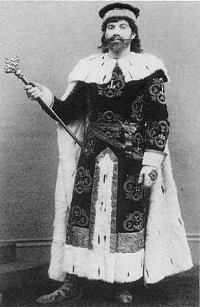
Richard Green als Prinz John

Die Uraufführung am 31. Januar 1891 in der Royal English Opera in London dirigierte Sullivan persönlich (ab der vierten Vorstellung übernahm der Dirigent François Cellier). Regie führte Hugh Moss, und das Bühnenbild stammte von Hawes Craven. Es sangen Norman Salmond (Richard Löwenherz), Richard Green (Prinz John), Eugène Oudin (Brian de Bois Guilbert), Charles Kenningham (Maurice de Bracy), Adams Owen (Lucas de Beaumanoir), David Ffrangcon-Davies (Cedric), Ben Grey Davies (Wilfred von Ivanhoe), Avon Saxon (Friar Tuck), Charles Copland (Isaac von York), W. H. Stephens (Locksley), Frederick Bovill (de Bracys Knappe), Esther Palliser (Rowena), Marie Groebl (Ulrica) und Margaret McIntyre (Rebecca).

## Aufnahmen
- 1970? – Joseph Vandernoot (Dirigent), Fulham Municipal Orchestra und Chorus.
 Oliver Broome (Richard Löwenherz), Carl Murray (Prinz John), Antony Ransome (Brian de Bois Guilbert), Emlyn Ellis (Maurice de Bracy), Stanley Marut (Lucas de Beaumanoir), Christopher Davies (Cedric), Keith McDonald (Wilfred von Ivanhoe), David Winnard (Friar Tuck), Glenn Wilson (Isaac von York), Peter Nelson (Locksley), Peter Wheble (de Bracys Knappe), Daphne Drake (Rowena), Patricia Sabin (Ulrica), Doreen Millman (Rebecca).
 Video; live aus der Beaufort Opera.
 Rare Recorded Editions SRRE 143/4/5.[5]:18395
- 1989 – David Lyle (Dirigent), Prince Consort Orchestra, The Prince Consort Chorus, Chorus of the Gilbert and Sullivan Society of Edinburgh, Edinburgh Royal Choral Union.
 Richard Bourjo (Richard Löwenherz), David Blackwood (Prinz John), Ivor Klayman (Brian de Bois Guilbert), Walter Anderson (Maurice de Bracy), Scott Cooper (Lucas de Beaumanoir und Friar Tuck), Bruce Graham (Cedric und Locksley), Alan Borthwick (Wilfred von Ivanhoe), Simon Boothroyd (Isaac von York), George McHollan (de Bracys Knappe), Rachel Cowan (Rowena), Frances McCafferty (Ulrica), Irene Drummond (Rebecca).
 Studioaufnahme.
 Pearl CD: 9615, Pearl SHE CDS 9615.[5]:18396
- 2009 – David Lloyd-Jones (Dirigent), BBC National Orchestra of Wales, Adrian Partington Singers.
 Neal Davies (Richard Löwenherz), Stephen Gadd (Prinz John), James Rutherford (Brian de Bois Guilbert), Peter Wedd (Maurice de Bracy), Peter Rose (Cedric), Toby Spence (Wilfred von Ivanhoe), Matthew Brook (Friar Tuck), Leigh Melrose (Isaac von York), Andrew Staples (Locksley), Janice Watson (Rowena), Catherine Wyn-Rogers (Ulrica), Geraldine McGreevy (Rebecca).
 Chandos CHAN 10578 (3 CDs).[6]